# John Forsythe

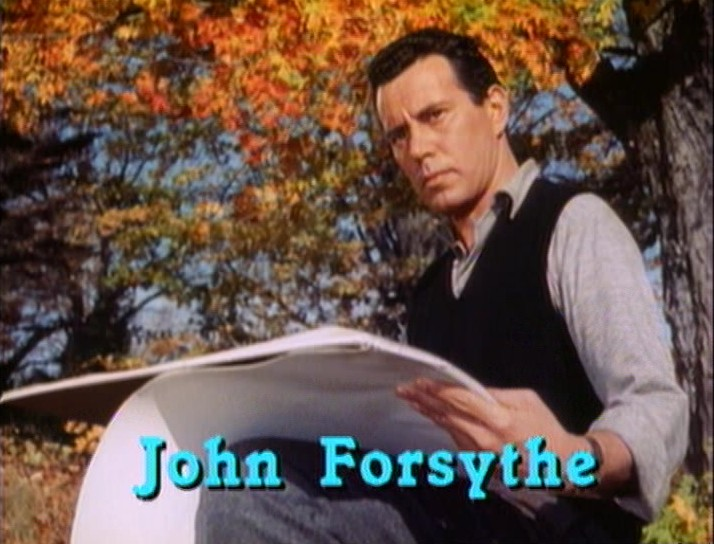

John Forsythe (născut John Lincoln Freund la 29 ianuarie 1918 - 1 aprilie 2010) a fost un actor american de film. L-a interpretat pe Blake Carrington în serialul american Dinastia.